# Hugh Ross (kreacjonista)
Hugh Ross (ur. 24 lipca 1945 w Westmount) – kanadyjski astrofizyk, kreacjonista starej Ziemi, apologeta chrześcijański.

## Życiorys
Hugh Ross urodził się w 1945 roku w Westmount koło Montrealu, wychowywał się w Vancouver. Jego rodzicami są James Ross i Dorothy z d. Murray. Od dzieciństwa interesował się astronomią, W wieku 17 lat został kierownikiem służby obserwacyjnej w Królewskim Towarzystwie Astronomicznym w Vancouver. Następnie otrzymał stypendium od prowincji Kolumbia Brytyjska oraz National Research Council of Canada i w 1968 roku ukończył fizykę na Uniwersytecie Kolumbii Brytyjskiej. W 1973 roku uzyskał doktorat z astronomii na Uniwersytecie w Toronto. Z polecenia Narodowej Rady Badań Naukowych Kanady został pracownikiem naukowym California Institute of Technology (Caltech) w Pasadenie, gdzie w latach 1973–1978 badał kwazary i galaktyki. Pozostał w Kalifornii. Jest członkiem American Institute of Physics, American Science Affiliation, American Astronomical Society i American Association for the Advancement of Science.
Od młodości interesował się równocześnie Biblią, starając się uzgodnić jej treść ze swoją dziedziną nauki. Na Caltech dołączył do koła biblistycznego, które prowadził dr Dave Rogstad. Poznał tam swą żonę Kathleen Ann Drake, z którą ma dwóch synów. Uczestnicy zachęcili go do zaangażowania się w naukową apologetykę. W latach 1975–1986 pełnił posługę ewangelizacyjną w Congregational Church w Sierra Madre. Następnie wraz z żoną założył w tym mieście organizację Reasons To Believe, propagującą chrześcijańską apologetykę, w oparciu o dowody naukowe, w powiązaniu z kreacjonizmem starej Ziemi. Zajmuje się tym również utworzony przez niego w 2003 roku Reasons Institute w Covina, gdzie wykłada. Instytut ten prowadzi badania i nauczanie w zakresie apologetyki naukowej z różnych dziedzin. W 2022 roku Hugh Ross przekazał przywództwo organizacji i funkcję dyrektora instytutu biochemikowi doktorowi Fazale Rana.
W ramach tej działalności napisał kilkanaście książek, głównie na temat kreacjonizmu starej Ziemi. Jest popularnym mówcą w kościołach ewangelikalnych i charyzmatycznych. Prowadził cotygodniowe wykłady na antenie Trinity Broadcasting Network. Uczestniczył w debatach naukowych i polemikach z ewolucjonistami i kreacjonistami młodej Ziemi. Jego krytycy przyznają, iż jest on liderem służby mającej wpływ „o zasięgu światowym” na propagowanie naukowej apologetyki chrześcijaństwa. Jeden z nich, J.W. Wartick stwierdza, że „Hugh Ross jest być może najbardziej znanym dziś zwolennikiem stanowiska określanego jako kreacjonizm starej Ziemi”. W 2012 roku został laureatem dorocznej nagrody Trottera, przyznawanej przez Texas A&M University „za pionierski wkład w wyjaśnianie mechanizmów i cudów natury”; związany z nagrodą jego wykład nosił tytuł „Teistyczne implikacje kosmologii Wielkiego Wybuchu”.

## Książki
- The Creator and the Cosmos. Colorado Springs: NavPress, 1993, 2 wyd. 1995, 3 wyd. 2001
- The Fingerprint of God. Orange, Calif.: Promise Publishing, 1989, 2 wyd. 1991, 3 wyd. 2005
- Creation and Time. Colorado Springs: NavPress, 1994
- Beyond the Cosmos. Colorado Springs: NavPress, 1996, 2 wyd. 1999
- The Genesis Question, Colorado Springs: NavPress, 1998, 2 wyd. 2001
- Lights in the Sky and Little Green Men, Colorado Springs: NavPress, 2002
- A Matter of Days, Colorado Springs: NavPress, 2004
- Putting Creation to the Test, Colorado Springs, NavPress, 2006
- The Genesis Debate, Mission Viejo, CA: Crux, 2002 (z 5 innymi autorami)
- The Origins of Life, Colorado Springs: NavPress, 2004 (z Fuz Rana)
- Who Was Adam? Colorado Springs, NavPress, 2005 (z Fuz Rana)